# God's Crucible
God's Crucible er en amerikansk stumfilm fra 1917 af Lynn Reynolds.

## Medvirkende
- George Hernandez som Lorenzo Todd.
- Val Paul som Warren Todd.
- Fred Montague som Dudley Phillips.
- Myrtle Gonzalez som Virginia Phillips.
- Jack Curtis som Oracle Jack.